# Hermann Dessau

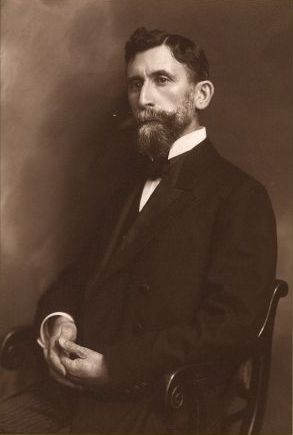
Hermann Dessau.

Hermann Dessau (Fráncfort del Meno, Alemania, 6 de abril de 1856 - Berlín, Alemania, 12 de abril de 1931) fue un historiador y epigrafista alemán, destacado por una obra clave de crítica textual de la Historia Augusta, publicada en 1889, que descubrió razones para creer que este texto sobreviviente de la antigua historia imperial romana había sido escrito bajo circunstancias muy diferentes de las que se creía.
Era hijo del rabino y maestro de escuela Samuel Dessau. Estudió en Berlín con Theodor Mommsen y se doctoró en Estrasburgo en 1877. Hizo un viaje a Italia y el norte de África por encargo de la Academia Prusiana de las Ciencias para el proyecto del Corpus Inscriptionum Latinarum (CIL), dirigido por Mommsen. De 1900 a 1922 trabajó como funcionario científico para el CIL. Desde 1917 era profesor honorario de la Universidad de Berlín. A causa de su ascendencia judía no era posible llegar a ser catedrático ordinario en la época del emperador Guillermo II de Alemania.

## Obras
- Über Zeit und Persönlichkeït der Scriptores historiae Augustae. En: Hermes 24 (1889), S. 337ff., acerca de Gallica.
- Inscriptiones Latinae Selectae. 3 vols. en 5 tomos. Weidmann, Berlín, 1892–1916.
- Geschichte der römischen Kaiserzeit. 2 vols. en 3 tomos. Weidmann, Berln, 1924–1930